# Plastystaura murina
Plastystaura murina är en fjärilsart som beskrevs av Sergius G. Kiriakoff 1965. Plastystaura murina ingår i släktet Plastystaura och familjen tandspinnare. Inga underarter finns listade i Catalogue of Life.